# Нова Гнилиця
Нова́ Гнили́ця —  село в Україні, у Чкаловській селищній громаді Чугуївського району Харківської області. Населення становить 450 осіб. До 2016 орган місцевого самоврядування — Чкаловська селищна рада.

## Географія
Село Нова Гнилиця знаходиться на лівому березі річки Гнилиця II (ліва притока р. Сіверський Донець), біля її витоків. Поруч із селом розташоване Авангардівське водосховище.
Вище за течією на відстані 1 км розташоване селище Пролісне, нижче за течією примикає село Гракове. Село складається з двох частин рознесених на 2 км. На річці кілька загат. Поруч проходить автомобільна дорога М03, на відстані 2 км розташована залізнична станція Гракове.

## Історія
1758 — дата заснування.
12 червня 2020 року, відповідно до Розпорядження Кабінету Міністрів України № 725-р «Про визначення адміністративних центрів та затвердження територій територіальних громад Харківської області», увійшло до складу Чкаловської селищної громади.
19 липня 2020 року, в результаті адміністративно-територіальної реформи та ліквідації Чугуївського району, село увійшло до складу новоствореного Чугуївського району Харківської області.

## Населення

### Мова
Розподіл населення за рідною мовою за даними перепису 2001 року:
| Мова       | Кількість | Відсоток |
| ---------- | --------- | -------- |
| українська | 371       | 82.44%   |
| російська  | 79        | 17.56%   |
| Усього     | 450       | 100%     |

## Економіка
- Молочно-товарна ферма.

## Об'єкти соціальної сфери
- Школа.